# Parafia Wszystkich Świętych w Krościenku nad Dunajcem

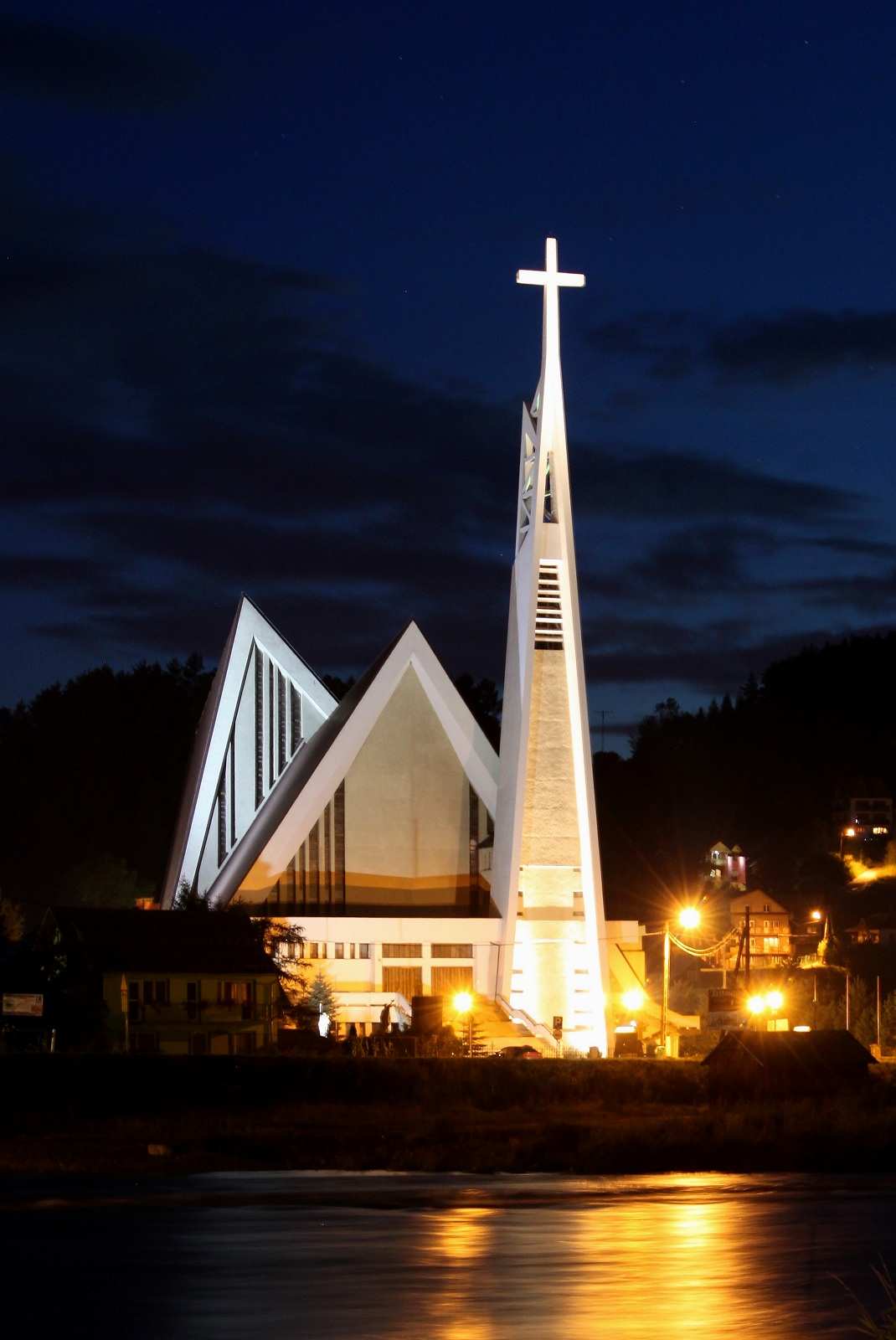
Kościół Chrystusa Dobrego Pasterza w Krościenku nad Dunajcem

Parafia pw. Wszystkich Świętych w Krościenku nad Dunajcem – parafia rzymskokatolicka znajdująca się w diecezji tarnowskiej w dekanacie Krościenko nad Dunajcem. Erygowana w 1348. Mieści się przy ulicy Sobieskiego. Prowadzą ją księża diecezjalni.

## Historia
Kolejnymi proboszczami parafii w ciągu ostatnich 300 lat byli:
- Florian Wróblewski, proboszcz w latach 1695–1725
- Walenty Syguliński, proboszcz w latach 1730–1747
- Jan Syguliński, proboszcz w latach 1748–1771
- Tomasz Wolski, proboszcz w latach 1771–1804
- Szymon Vellay, proboszcz w latach 1804–1811
- Kazimierz Nauholt, proboszcz w latach 1814–1822
- Józef Szczurkowski, proboszcz w latach 1822–1823
- Franciszek Franecki, proboszcz w latach 1823–1823
- Karol Tomanek, proboszcz w latach 1823–1827
- Józef Kidoński, proboszcz w latach 1836–1857
- Jan Kanty Twardowski, proboszcz w latach 1857–1864
- Michał Szott, proboszcz w latach 1864–1897
- Antoni Łętkowski, proboszcz w latach 1897–1912
- Jan Kralisz, proboszcz w latach 1912–1919
- Jan Bączyński (1882–1947), proboszcz w latach 1920–1947
- dr Bronisław Krzan (1910–1991), proboszcz w latach 1947–1979
- dr Andrzej Pękala, proboszcz w latach 1979–1992
- Stanisław Tumidaj, proboszcz w latach 1992–2011
- Henryk Homoncik, proboszcz od 2011